# Je n'aurai pas le temps
Ne doit pas être confondu avec Pas le temps.
Je n'aurai pas le temps est une chanson écrite par Pierre Delanoë, composée et interprétée par Michel Fugain en 1967.

## Genèse et historique
Il s'agit du premier succès de Michel Fugain, à l'époque influencé et encouragé par son ami Michel Sardou pour qu'il se lance dans l'interprétation. Cette chanson est sortie en 45 tours deux ans après avoir signé dans la maison de disques Barclay auprès de laquelle il écrivait déjà des chansons pour de nombreux interprètes français, dont notamment pour Dalida, Marie Laforêt, Hervé Villard et Hugues Auffray. La mélodie est composé en une seule soirée et Pierre Delanoë écrit, depuis sa résidence secondaire de Deauville les paroles de cette chanson. 
Lors de la découverte du texte pour accompagner sa mélodie, Michel Fugain pense qu'en raison de son âge (il a 25 ans), il n'est pas concerné ni même trop en phase avec son contenu, mais influencé par des membres de son entourage, il prendra la décision de l'interpréter.

## Influence et postérité

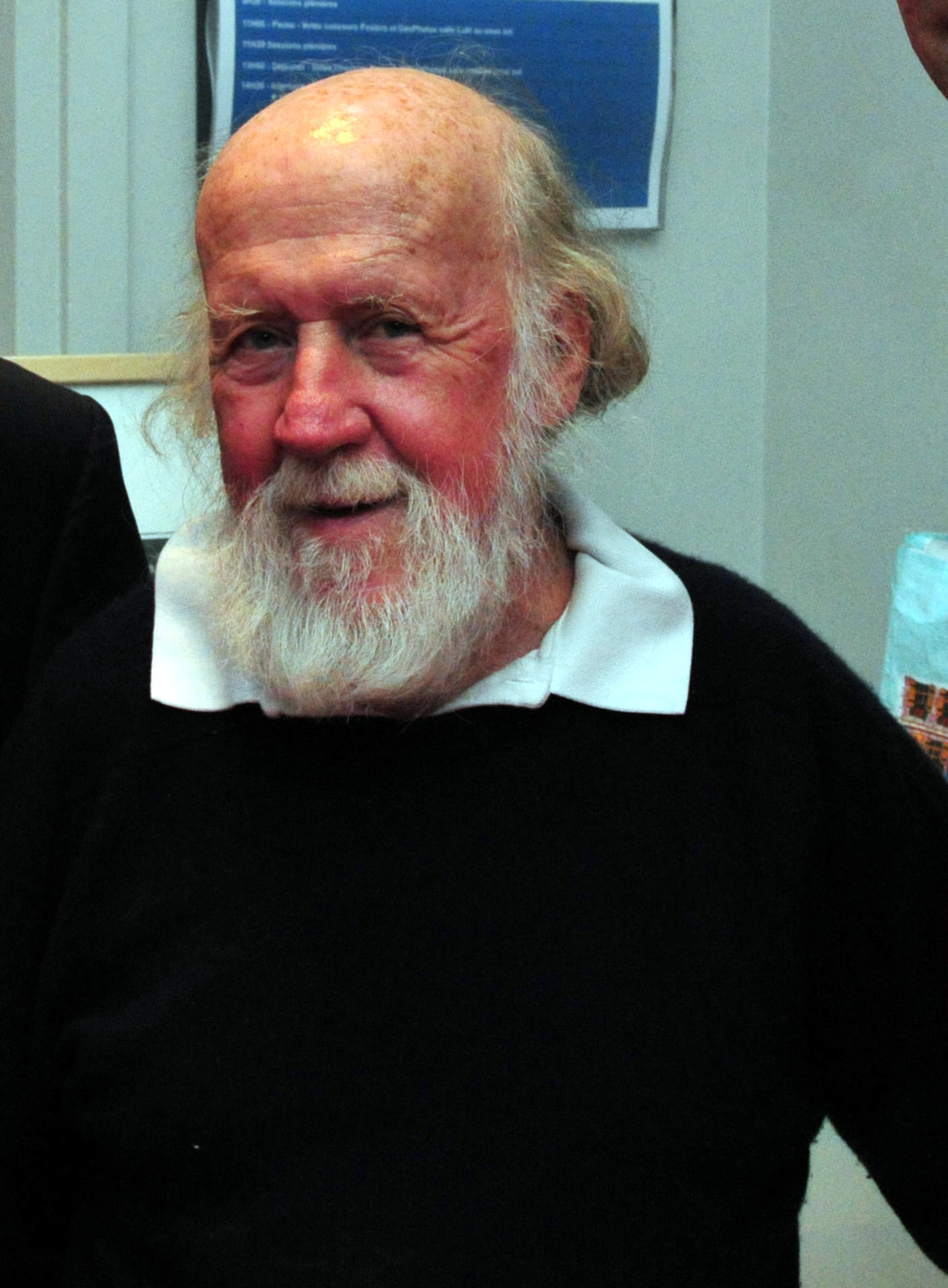
Hubert Reeves en 2008

En 2008, l'astrophysicien et vulgarisateur scientifique canadien Hubert Reeves écrit un livre sur sa vie et son activité de scientifique qu'il intitule Je n'aurai pas le temps en référence à la chanson de Michel Fugain qu'il a entendu lors de son interprétation par une chorale dirigée par son fils mais aussi en raison de son âge qu'il l'empêchera de continuer ses recherches « au-delà de quelques années ». Il le précise dans le premier chapitre de cet ouvrage où il reprend deux vers de la seconde strophe,:
« Même

en cent ans, 

je n'aurai pas le temps

de visiter

Toute l'immensité

D'un si grand univers »

## Reprises et Adaptation
En hommage à son ami Michel Fugain, le chanteur français Michel Sardou reprend cette chanson (notamment durant le concert qu'il a tenu à Bercy en 2001). Cette chanson avait déjà été interprétée par le chanteur français Hervé Vilard en 1984.